# ناوسيكا أميرة وادي الرياح
ناوسيكا أميرة وادي الرياح (باليابانية:風の谷のナウシカ, كازي نو تاني نو ناوشيكا) و(بالإنجليزية: Nausicaä of the Valley of the Wind)‏ فيلم رسوم متحركة ياباني (أنمي) من أنتج عام 1984 قام بإخراجه هاياو ميازاكي. يستند الفيلم إلى مانغا تحمل نفس الاسم من تأليفه. تم إنتاج الفيلم قبل إنشاء إستديو جيبلي.

## القصة
تدور القصة بعد ألف عام بعد حريق السبعة أيام كانت نهاية الحضارة البشرية وبعدها أصبح البشر يعيشون في مستوطنات منفصلة ومعزولة، لكن بحر الهلاك غابة ضخمة من النباتات والحشرات العملاقة والأبخرة السامة الذي غطى سطح الأرض بالخراب يستمر بالتقدم على سطح الأرض مهددا حياة البشر بالهلاك وقد حاول كثير من البشر إبادة بحر الهلاك إلا أنه وفي كل مرة تظهر أسراب من حشرات الأوهم الثائرة التي سادت في الأرض بسبب أعدادها الكبيرة وقدراتها تهاجم كالأمواج العاتية مدمرة كل ما أمامها دون توقف حتى تموت من الجوع عندها ظهرت الفطريات التي تعيش على جيف كائنات الأوهم والتي كست الأرض في بحر الهلاك والآن تحاول إحدى الممالك المتبقية تدمير بحر الهلاك فتقف أميرة وادي الرياح ناوسيكا في وجههم

## الشخصيات
ناوسيكا(Nausicaä) بطلة القصة أميرة شجاعة وقوية محبوبة من قبل شعبها الذي تحبه هي الأخرى ويهمها أمنه ومستعدة للتضحية من أجله ولو كان الثمن حياتها تحب السلام وتريد التعايش مع بحر الهلاك بأمان ترى أن البشر هم سبب التلوث وتقوم بتجارب على نباتات وفطريات بحر الهلاك في غرفة سرية ماتت أمها وهي صغيرة كما أنها تهتم بحشرات الأوهم وتحاول حمايتها وتجيد تعويذة الحشرات التي تمكنها من السيطرة عليها نوعا ما وهي ليست كالتعاويذ التي يلقيها السحرة بل آلة تصدر صوتا رنانا يجعل الحشرات تستمع لما تقوله ناوسيكا وأيضا هي تجيد القتال والطيران بطائرتها الخفيفة التي تحملها الرياح ولها محرك خاص لتطير إذا لم تتواجد الرياح قال عنها اللورد يوبا أنها تفهم الريح وأنها تمتلك قوى غامضة
اللورد يوباميرالدا (Lord Yupa/Yupamiralda) إنه أعظم مبارز في المنطقة وهو رحالة لا يكاد يمضي وقتا في وادي الرياح حتى يعاود السفر ثانية شخص حكيم جدا ويمكن أن يكون ذو كلام لاذع صديق لوالد ناوسيكا منذ زمن بعيد وهو يعرفها منذ كانت طفلة رضيعة على الرغم من عمره فهو لا زال قويا ينادونه يوبا
الملك جيهل(King Jihl)هو ملك وادي الريح والد ناوسيكا في الماضي كما ظهر كان قوي البنية لكنه الآن مجرد عاجز مريض بسبب الغابات المسمومة
ميتو(Mito)ميتو العجوز أحد رجال القرية مسؤول عن القلعة شخص لطيف جدا ذهب مع ناوسيكا كرهينة يخاف عليها لكنه يثق بها كبقية شعبها
أوبابا(Obaba) عجوز القرية الحكيمة وهي ضريرة تؤمن بالأسطورة وموقنة أنه لا يجوز للبشر إبادة بحر الهلاك وأن البشر يستحقون ما حصل لهم
لاستيل(Lastelle) الأميرة لاستل أميرة بيجيتي تم أخذها كرهينة وماتت عندما تحطمت الطائرة مما ظهر يبدو أنها كانت أميرة رقيقة ولطيفة محبة للسلام
آزبل(Asbel) أمير بيجيتي شقيق ليستل التوأم طيار ماهر يحاول هو الآخر حل مشكلة بحر الهلاك لكن طرقه تشبه طرق كوشانا نراه في النهاية وهو مع يوبا
كوشانا(Kushana) هي أميرة توليميكيا امرأة قوية وصارمة قطعت يدها اليسرى بسبب الحشرات وهناك أكثر من قطع يدها أعجبت بشخصية ناوسيكا هي طيبة من الداخل
كوراتاوا(Kurotowa) هو مستشار في تولميكيا أقوى المستوطنات شخص محتال وتهمه مصلحته لكنه يستمع لأوامر كوشانا

## وصلات خارجية
- ناوسيكا أميرة وادي الرياح على موقع IMDb (الإنجليزية)
- ناوسيكا أميرة وادي الرياح على موقع ميتاكريتيك (الإنجليزية)
- ناوسيكا أميرة وادي الرياح على موقع الموسوعة البريطانية (الإنجليزية)
- ناوسيكا أميرة وادي الرياح على موقع روتن توميتوز (الإنجليزية)
- ناوسيكا أميرة وادي الرياح على موقع نتفليكس (الإنجليزية)
- ناوسيكا أميرة وادي الرياح على موقع قاعدة بيانات الأفلام العربية
- ناوسيكا أميرة وادي الرياح على موقع ألو سيني (الفرنسية)
- ناوسيكا أميرة وادي الرياح على موقع Turner Classic Movies (الإنجليزية)
- ناوسيكا أميرة وادي الرياح على موقع أول موفي (الإنجليزية)
- ناوسيكا أميرة وادي الرياح على موقع فيلمافينيتي (الإسبانية)
- *صفحة ناوسيكا أميرة وادي الرياح في موقع Nausicaa.net